# Nodaria unipuncta
Nodaria unipuncta är en fjärilsart som beskrevs av Alfred Ernest Wileman 1915. Nodaria unipuncta ingår i släktet Nodaria och familjen nattflyn. Inga underarter finns listade i Catalogue of Life.